# Cavaleiros de Colombo

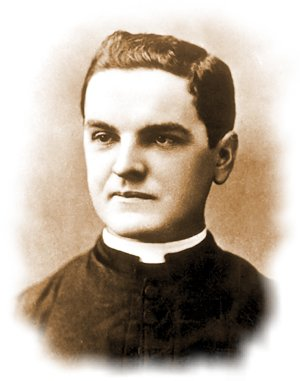
Padre Michael J. Mc Givney, fundador da Ordem dos Cavaleiros de Colombo

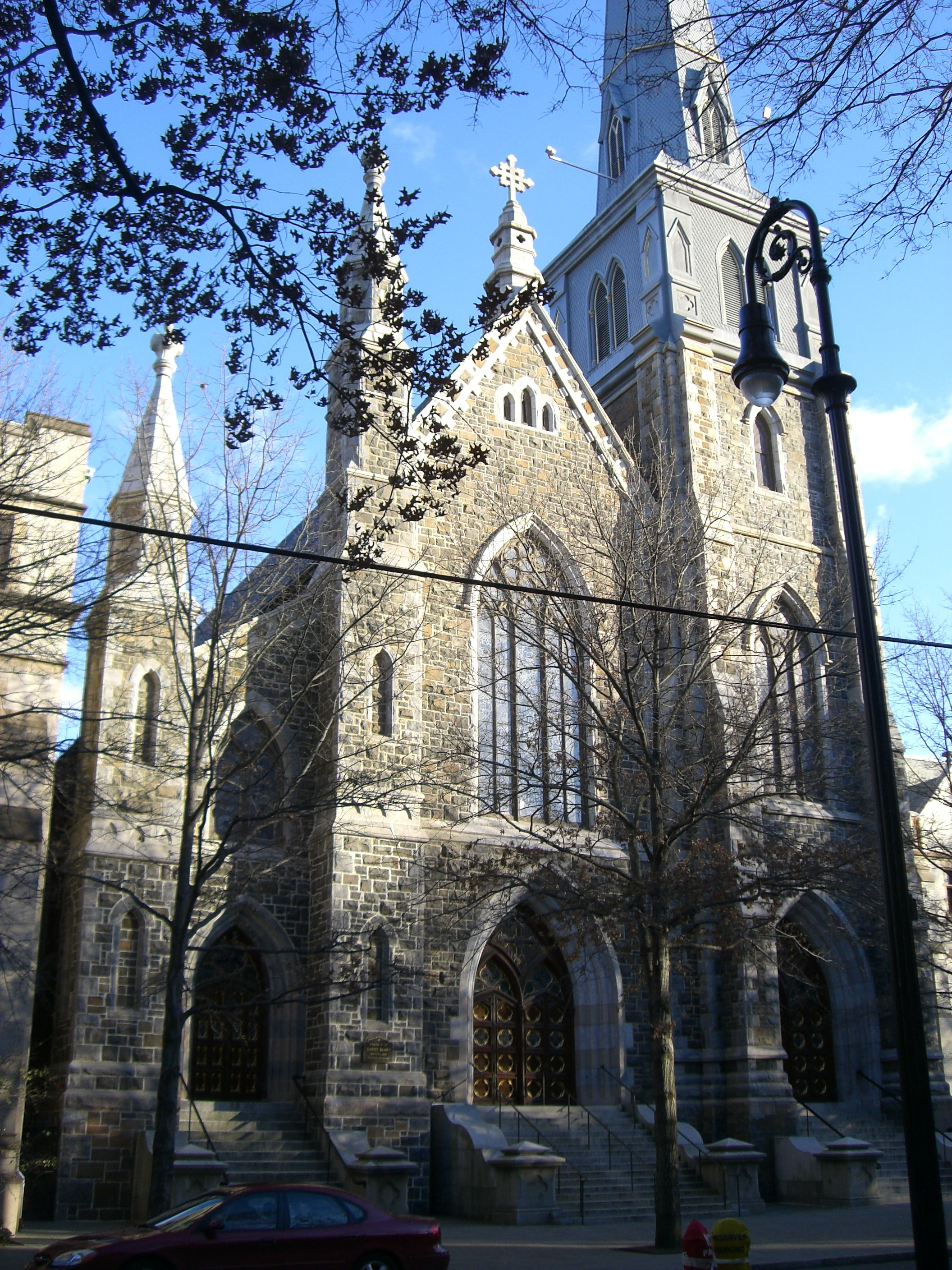
Igreja Santa Maria em New Haven, Connecticut nos EUA onde a Ordem dos Cavaleiros de Colombo foi fundada em 1882.

Os Cavaleiros de Colombo é uma ordem de cavalaria e é a maior organização de católicos do mundo: 1,9 milhões de membros nos Estados Unidos, Canadá, Filipinas, México, Porto Rico, República Dominicana, Guam, Guatemala, Panamá, Cuba, Ilhas Virgens, Bahamas, Polônia, Lituânia, Ucrânia, Coréia do Sul e recentemente, na Samoa Americana.
Apenas no ano de 2015, levantaram e doaram mais de US$ 175 milhões para caridade. Além disso, seus membros e suas famílias fizeram mais de 73,5 milhões de horas de serviço comunitário voluntário. Isto significa a soma total de mais de US$ 1,4 bilhões em apoio voluntário nos últimos 10 anos.
Apesar de não ser uma sociedade secreta, algumas reuniões da Ordem são restritas aos membros, pois durante elas os membros podem compartilhar problemas pessoais e o sigilo destes será guardado por todos os membros. Todos os outros eventos serem abertos ao público. 
A promessa de não revelar os detalhes da cerimônia de graduação (exceto para um cavaleiro igualmente qualificado), é necessária para garantir o seu impacto e significado aos novos membros.
Por causa do grande apoio à Igreja e às paróquias, o Papa João Paulo II reconheceu a Ordem como "O Braço Forte da Igreja Católica".

Na Páscoa de 2018, a organização doou 1 milhão de dólares visando auxiliar os cristãos perseguidos no Oriente Médio.

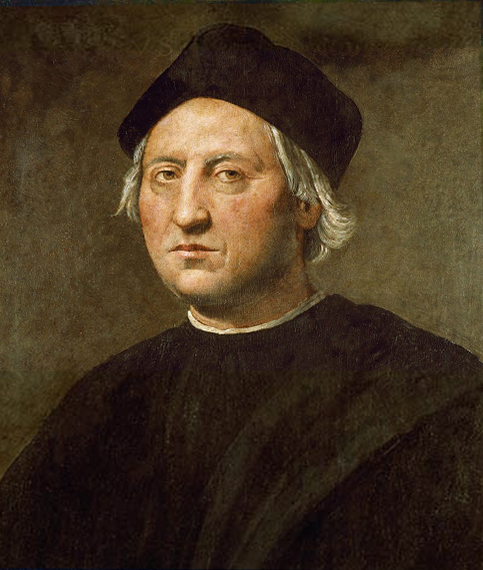
Cristóvão de Colombo - Patrono da Ordem dos Cavaleiros de Colombo.

## Fundação

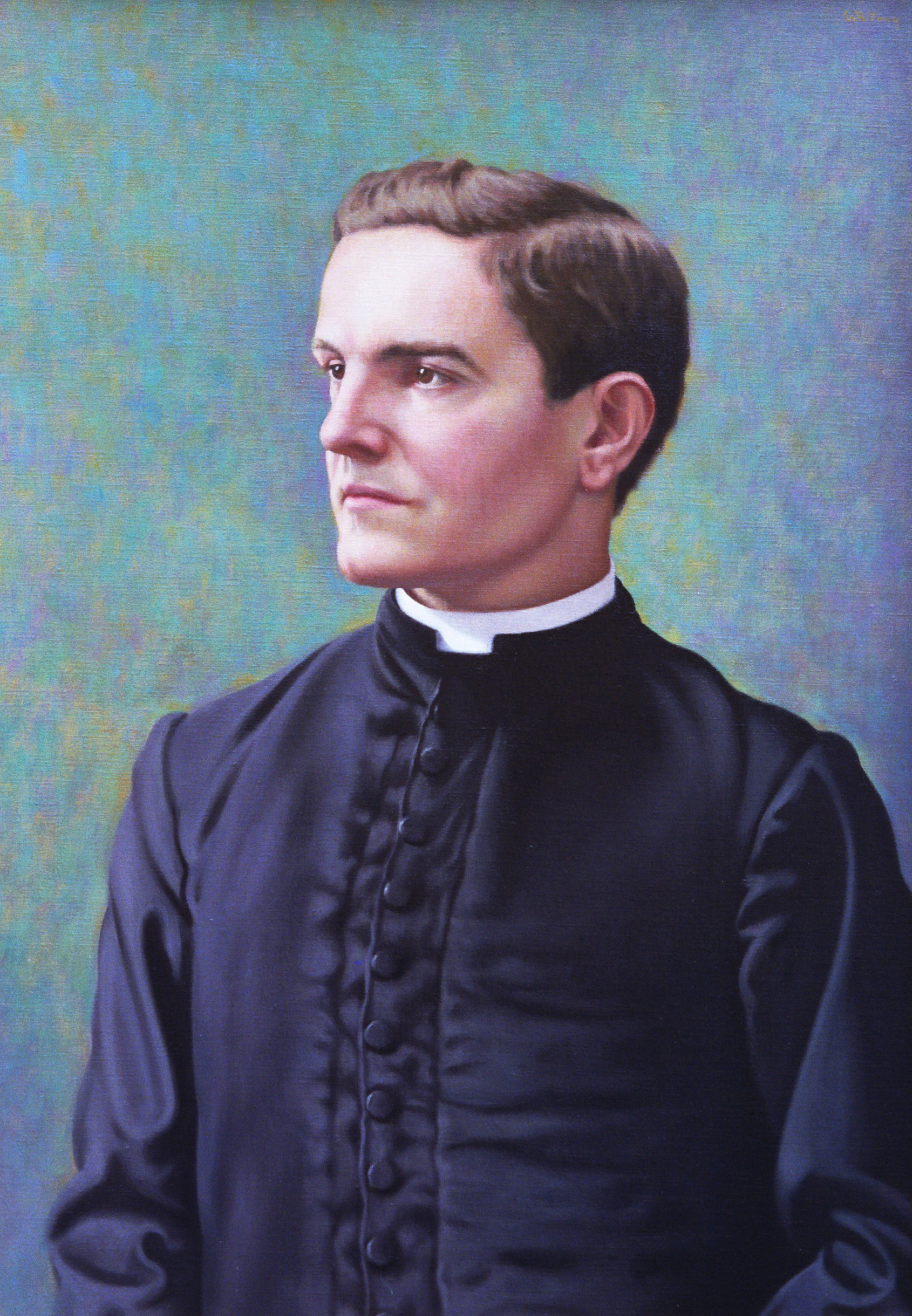
⠀⠀⠀⠀⠀⠀

Fundada nos Estados Unidos em 29 de março de 1882 pelo padre Michael McGivney, a Ordem foi nomeada em homenagem a Cristóvão Colombo.
O padre McGivney, que era descendente de imigrantes irlandeses nos EUA, fundou a Ordem dos Cavaleiros de Colombo na cidade de New Haven, estado de Connecticut nos EUA. Ele reuniu um grupo de homens no porão da igreja Santa Maria para uma reunião no dia 2 de outubro de 1881, e a Ordem foi oficialmente registrada no dia 29 de março de 1882. Os primeiros Conselhos foram criados em paróquias no estado de Connecticut e rapidamente se expandiram para outros estados da região nordeste dos EUA. Em 1889 já eram mais de 300 conselhos com mais de 40 mil membros. Vinte anos depois, em 1909, já eram 230 mil membros em 1 300 Conselhos espalhados pelo país.

## Princípios
Os princípios da ordem são quatro, Caridade, Unidade, Fraternidade e Patriotismo, e todas as instituições de caridade que fazem parte da Ordem são guiadas por essas quatro virtudes.
Caridade - A nossa fé católica nos ensina: "Amarás o teu próximo como a ti mesmo." Os membros dos Cavaleiros de Colombo demonstram seu amor ao próximo com as campanhas de alimentos que são doados para cozinhas comunitárias e bancos de alimentos, o voluntariado para a Special Olympics e com o seu apoio, tanto espiritual quanto material, para mães que optam por dar à luz a seus bebês. Os Cavaleiros concordam que a nossa missão e nossa fé em Deus nos obrigam a agir. Não há melhor maneira de experimentar o amor e compaixão ajudando aqueles em necessidade.
Unidade - Nenhum de nós é tão bom quanto todos nós juntos. Os membros dos Cavaleiros de Colombo sabem muito bem que podemos alcançar mais juntos do que o objetivo que cada um iria atingir individualmente. Então nós apoiamos uns aos outros. Isso não significa que sempre concordamos ou não há diferenças de opinião. Mas como um Cavaleiro de Colombo você sempre pode contar com o apoio e respaldo dos seus irmãos Cavaleiros em seu trabalho, para melhorar a vida da sua paróquia e comunidade.
Irmandade - O Venerável Michael J. McGivney fundou os Cavaleiros de Colombo, em grande parte para prestar assistência a viúvas e crianças que que foram abandonados quando os chefes de família morreram, muitas vezes prematuramente. O programa de seguro de prestígio da Ordem está fazendo o mesmo hoje, e os próprios cavaleiros, que no ano passado doaram mais de 10 milhões de horas para ajudar os membros doentes e/ou deficientes e suas famílias.
Patriotismo - Os membros Cavaleiros de Colombo, quer americanos, canadenses, mexicanos, cubanos, filipinos, poloneses ou dominicanos são patriotas. Estamos orgulhosos de nossa devoção a Deus e ao nosso país, e acreditamos que é preciso defender ambos. Seja em público ou em privado, os Cavaleiros lembram ao mundo que os católicos apoiam o seu país e estão entre seus melhores cidadãos.

## Seguro

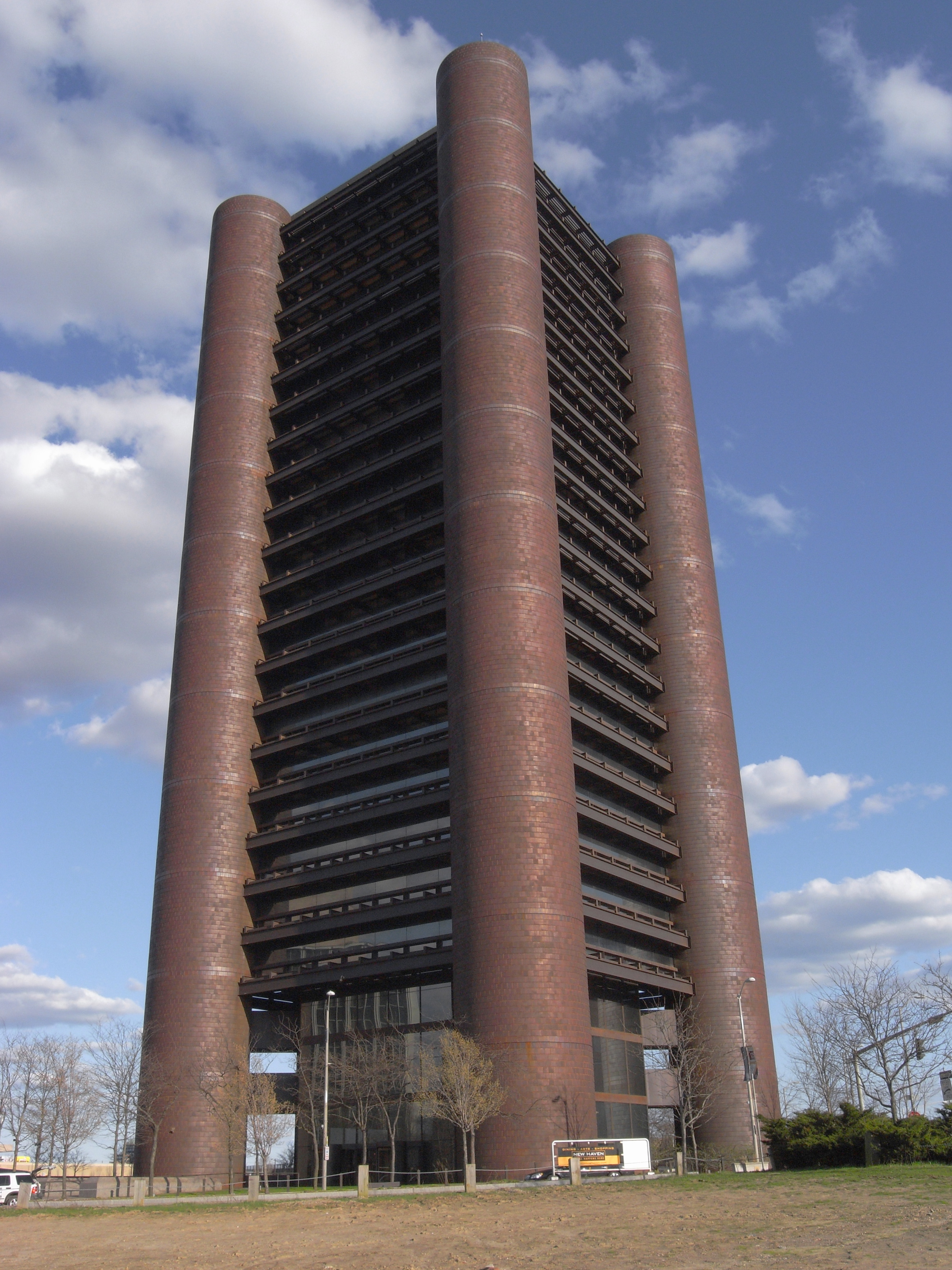
Sede da Ordem dos Cavaleiros de Colombo em New Haven, estado de Connecticut nos Estados Unidos

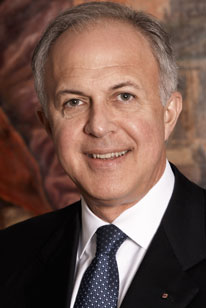
Carl A. Anderson, Cavaleiro Supremo

Os membros da Ordem dos Cavaleiros de Colombo e suas famílias estão protegidos por um seguro de vida (acidental) e tem acesso à vários planos de aposentadoria privada, seguros de vida, bolsa de estudos, seguro por invalidez, etc. Os planos de seguros são oferecidos somente aos membros e seus familiares.
Pelo 16.º ano consecutivo, a venda de seguro aos membros quebrou os recordes, ultrapassando $ 8,5 bilhões de dólares. Por causa dos 135 anos de história com alto nível de ética administrativa e com mais de $ 100 bilhões de dólares em investimentos, a Ordem dos Cavaleiros de Colombo recebeu o prêmio de Organização mais Ética do Mundo pelo Ethisphere Institute pelo terceiro ano consecutivo.

## Membros Brasileiros
Muitos brasileiros residentes nos EUA e Canadá são membros da Ordem dos Cavaleiros de Colombo. Primeira Cerimônia da Ordem dos Cavaleiros de Colombo em português, para brasileiros. Dia 25 de Setembro de 2016, no Museu dos Cavaleiros de Colombo em New Haven-CT nos EUA. Esta importante cerimônia contou com a presença e apoio de importantes cavaleiros: Padre Robson Webber, que é pároco das comunidades brasileiras de Hartford-CT and Waterbury-CT e do Agente de Seguros Ivo Jaquez, da Republica Dominicana, mas com um coração brasileiro. A cerimônia foi presidida pelo Grande Cavaleiro do Conselho 16002 de Honolulu-HI, Cicero Torres Seisdedos.

## No Brasil
Apesar de ainda não ter conselhos no Brasil, alguns brasileiros são membros da Ordem. A primeira cerimônia de primeiro Grau realizada no Brasil aconteceu na cidade de Cianorte-PR no dia 25 de julho de 2015. Esta cerimônia foi realizada pelo Deputado Distrital do Hawaii Cicero Torres Seisdedos, onde o Sr. César Antonio Dias foi o primeiro brasileiro a se tornar membro no Brasil.